# Булёвчич, Иван
Иван Булёвчич (также встречается написание Бульовчич; серб. Иван Буљовчић, хорв. Ivan Buljovčić; 27 декабря 1936, Суботица — 10 января 2004, там же) — югославский шахматист, международный мастер (1974).

## Биография
Хорват по национальности. Окончил школу в Суботице и музыкально-педагогический факультет Белградской музыкальной академии (1960), где среди его наставников были, в частности, Михайло Вукдрагович, Стана Джурич-Клайн, Петар Бингулац, Никола Херцигоня. В 1960—1971 гг. преподавал музыку в Сомборе, в 1971—1975 гг. — в городе Бачка-Паланка. С 1975 г. заместитель директора, в январе-мае 1978 г. исполняющий обязанности директора Сербского национального театра в Нови-Саде. Затем в 1978—1992 гг. директор новисадской музыкальной школы имени Исидора Байича.

## Шахматная карьера
Неоднократный участник чемпионатов Югославии в личном и командном зачёте. Выступал за клубы «Спартак» (Суботица), Новосадский шахматный клуб (1973—1982, 1987—1994 гг.), Сомборский шахматный клуб, «Палич». Лучший результат — 5 место в 1-й лиге (элитном дивизионе) командного чемпионата Югославии (в составе Сомборского ШК).
Был 10-кратным чемпионом Воеводины.
В составе сборной Югославии участник следующих соревнований:
- 3-й командный чемпионат Европы (1965) в Гамбурге. Команда Югославии выиграла серебряные медали. И. Булёвчич был заявлен в качестве 2-го запасного участника. Сыграл 4 партии, в которых одержал две победы (над Р. Хартохом и П. Войкулеску) и потерпел одно поражение (от Д. Клюгера), ещё одна партия (с Г. Фаненшмидтом) завершилась вничью.
- 1-й Кубок Митропы[нем.] (1976) в Инсбруке. И. Булёвчич выступал на 1-й доске и завоевал золотую медаль в индивидуальном зачёте, команда Югославии заняла 6-е место.

Участник ряда сильных по составу международных турниров.

## Спортивные результаты
| Год         | Город           | Соревнование                                                 | + | − | =  | Результат | Место         |
| ----------- | --------------- | ------------------------------------------------------------ | - | - | -- | --------- | ------------- |
| 1959        | Варшава         | Командный турнир                                             | 2 | 0 | 3  | 3½ из 5   | 2             |
| 1962        | Врнячка-Баня    | Чемпионат Югославии                                          | 1 | 5 | 10 | 6 из 16   | 14            |
| 1965        | Нови-Сад        | Международный турнир                                         | 5 | 2 | 12 | 11 из 19  | 4—5           |
|             | Гамбург         | Командный чемпионат Европы (сборная Югославии, 2-й запасной) | 2 | 1 | 1  | 2½ из 4   | Команда — 2-я |
|             | Титоград        | Чемпионат Югославии                                          | 3 | 7 | 8  | 7 из 18   | 14            |
| 1966        | Сомбор          | Мемориал Парчетича                                           | 3 | 5 | 5  | 5½ из 13  | 11            |
| 1966 / 1967 | Реджо-Эмилия    | Международный турнир                                         | 4 | 2 | 5  | 6½ из 11  | 6—7           |
| 1967        | Титоград        | Чемпионат Югославии                                          | 3 | 3 | 11 | 8½ из 17  | 10—13         |
| 1968        | Чатешке-Топлице | Чемпионат Югославии                                          |   |   |    |           | -             |
|             | Сомбор          | Мемориал Парчетича                                           |   |   |    |           |               |
| 1971        | Вршац           | Мемориал Б. Костича                                          |   |   |    |           |               |
| 1973        | Нови-Сад        | Международный турнир                                         |   |   |    |           |               |
|             | Вршац           | Мемориал Б. Костича                                          |   |   |    |           |               |
| 1975        | Нови-Сад        | Международный турнир                                         |   |   |    |           |               |
|             | Нови-Сад        | Чемпионат Югославии                                          |   |   |    |           | [ 14 ]        |
| 1976        | Нови-Сад        | Международный турнир                                         |   |   |    |           |               |
| 1978        | Оджаци          | Международный турнир                                         | 0 | 3 | 2  | 1 из 5    |               |
| 1979        | Нови-Сад        | Международный турнир                                         | 0 | 6 | 7  | 3½ из 13  | 12—13         |

## Изменения рейтинга
| Графики недоступны из-за технических проблем. См. информацию на Фабрикаторе и на mediawiki.org. |